# Liste des œuvres sur papier de Mohammed Khadda

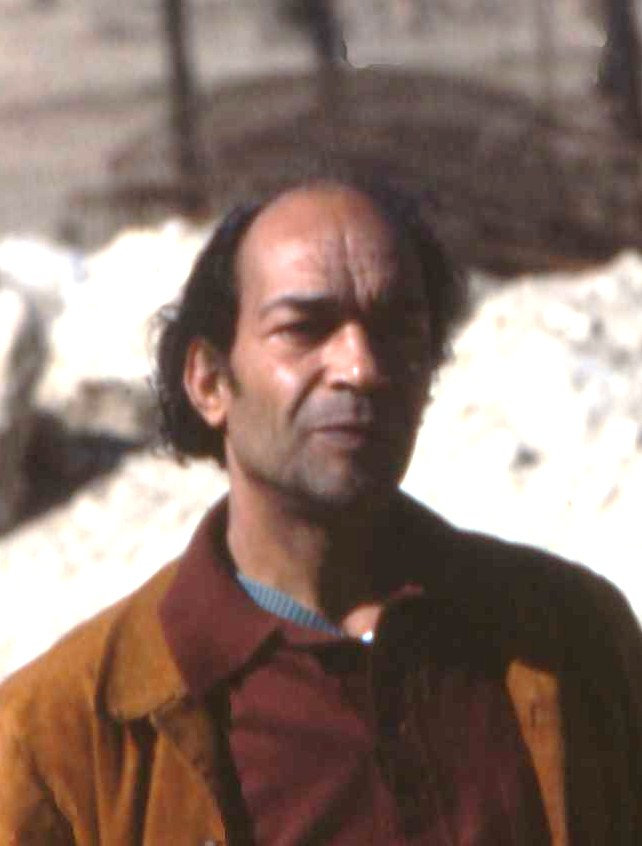
Mohammed Khadda, vers 1982

Cet article dresse une liste des  œuvres sur papier de Mohammed Khadda.

## Liste non exhaustive des œuvres sur papier deMohammed Khadda(aquarelles, gouaches et encres)
Les dimensions placées entre crochets correspondent à celles des œuvres telles qu'elles ont été encadrées, exposées et indiquées dans les catalogues.
- 1953

Nature morte, aquarelle, 30 × 25 cm, Musée national des Beaux-Arts d'Alger
Les Quais, aquarelle et fusain, 30 × 50 cm
Nu à la chaise, aquarelle et fusain, 48 × 63 cm, Musée national des Beaux-Arts d'Alger
- 1954

Deux nus, aquarelle, 48 × 62 cm, Musée national des Beaux-Arts d'Alger
- 1956

Ville, aquarelle, 39 × 52 cm
Scène, aquarelle, 16 × 24 cm, Musée national des Beaux-Arts d'Alger
Sans titre, aquarelle, Musée national des Beaux-Arts d'Alger
- 1957

Nu dans les ronces, aquarelle, 16 × 24 cm, Musée national des Beaux-Arts d'Alger
Nu dans l'herbe, aquarelle, 16 × 24 cm, Musée national des Beaux-Arts d'Alger
- 1958

Fantasia de signes, aquarelle, 17 × 24 cm
- 1959

Fronton dansant, aquarelle, 28 × 44 cm
- 1960

Lys et basilic, aquarelle, 13,5 × 25 cm
Banlieue bleue, aquarelle, [12,5 × 23,5 cm]
Revoir les genêts, aquarelle, [35 × 45 cm]
Vieille composition, aquarelle, 16 × 24 cm
Ronces calcinées, gouache, 15,5 × 22 cm
Djebel, aquarelle, 27 × 50 cm
La Casbah ne s'assiège pas, aquarelle, c. 1960, Musée national des Beaux-Arts d'Alger
Hommage à Maurice Audin, esquisse, aquarelle, c. 1960, Musée national des Beaux-Arts d'Alger
- 1961

Marrakech, aquarelle, 28 × 17,5 cm
Aurore d'automne, gouache, 15,5 × 22 cm
Tumulte végétal, aquarelle, 64 × 40 cm, Musée national des Beaux-Arts d'Alger
- 1962

Crépuscule sur la ville, aquarelle, 16 × 24 cm
Écrit sur la buée, aquarelle, 18 × 13 cm
Vieille ville, aquarelle, 17,5 × 12 cm
- 1967

Gesticulation, aquarelle, 29 × 43 cm
- 1969

Oliviers dans le vent, aquarelle, 36 × 53 cm
- 1972

Oliviers gisants, aquarelle, [35 × 45 cm
Le Vieux frêne, aquarelle, 48 × 23 cm
- 1973

Conte pour enfants, aquarelle, [50 × 40 cm]
Vestiges au vent, aquarelle, 14,5 × 22 cm
Vieille légende, aquarelle, 30 × 15 cm
Ville sainte,  aquarelle, 18,5 × 12,5 cm]
- 1974

L'Urgence du vol, encres, 27 × 15 cm
Falaise, gouache, [35 × 45 cm]
Âpre Afrique, aquarelle, 64 × 64 cm
- 1975

Vent du sud, aquarelle, [35 × 45 cm]
Paysage en mouvement, aquarelle, [35 × 45 cm]
- 1976

Parole de rocailles, aquarelle, [35 × 45 cm]
La Terre se disperse, aquarelle, [40 × 40 cm]
- 1977

Buissons flamboyants, [30 × 45 cm]
À la brisure des roches, aquarelle, [45 × 35 cm]
Reflets, aquarelle, 9 × 24 cm
Chaleur éclairante, [30 × 45 cm]
- 1978

Repères pour la caravane, gouache, 31 × 61 cm
Mouvements du faucheur, gouache, [50 × 65 cm]
Anatomie d'un olivier, aquarelle, 22 × 15,5 cm
Couleurs d'été, [35 × 45 cm]
- 1979

Oued Rmel, esquisse, aquarelle, Musée national des beaux-arts d'Alger
- 1980

Métamorphoses de l'arbre, aquarelle, [50 × 40 cm]
Envol, aquarelle, 24 × 18 cm
La Maison des jumeaux, poème et 10 aquarelles originales de Khadda, 16 × 12,5 cm, livre d'artiste, exemplaire unique, M'Sila, novembre 1980
- 1981

Voiles au large, [35 × 45 cm]
Icare, gouache, 64 × 40 cm, Musée national des beaux-arts d'Alger
- 1982

Dérives de l'orycte, gouache, 40 × 40 cm
Oppidum, aquarelle, [35 × 45 cm]
Partition I, aquarelle,[60 × 45 cm]
Partition II, aquarelle, [60 × 45 cm]
Partition III, aquarelle, [60 × 45 cm]
Halte au soir, aquarelle, [50 × 60 cm]
Oiseau minéral, encres, [65 × 65 cm]
- 1983

Écho du Levant, aquarelle, 30 × 21 cm
- 1984

Évanescence, aquarelle, [40 × 30 cm]
L'espace vibre, aquarelle, [35 × 45 cm]
- 1985

Transparence, aquarelle, [45 × 35 cm]
- 1986

L'Iode et le thym, aquarelle, 35,5 × 25,5 cm
Algues, aquarelle, [35 × 45 cm]
Marine, aquarelle, [30 × 40 cm]
Cailloux transparents, aquarelle, 14 × 25 cm
Fenêtres, aquarelle, [30 × 40 cm]
Carrefour, aquarelle,  23 × 21 cm]
Entre l'arbre et le vent, aquarelle, [50 × 40 cm]
Ravines, aquarelle, [50 × 40 cm]
Oiseau-lyre, aquarelle, [50 × 40 cm]
Solstice d'été, aquarelle, [40 × 50 cm]
Chardons, aquarelle, [40 × 40 cm]
Bleu de Syrte, aquarelle, 26 × 32 cm
Veine oblique, aquarelle, [45 × 50 cm]
Printemps, aquarelle, [45 × 50 cm]
Rythmes des Andes, aquarelle, [50 × 40 cm]
Fuji-Yama, aquarelle, [45 × 30 cm]
Nagasaki, aquarelle, [35 × 45 cm]
Koufa conforme à ses lettres, aquarelle, [30 × 50 cm]
Amulettes de Tam, aquarelle, [30 × 50 cm]
Instants fragiles, aquarelle, [30 × 45 cm]
Failles fertiles, aquarelle, [55 × 70 cm]
Le Monde exact des pierres, aquarelle, [40 × 55 cm]
Orgue de barbarie, aquarelle, 23 × 14 cm
Battements en suspens, aquarelle, [40 × 40 cm]
Pierres lavées, aquarelle, 11,5 × 21,5 cm
Môle sud, aquarelle,  26 × 11,5 cm
Biffures, aquarelle, [40 × 30 cm]
Matinale, aquarelle, [40 × 30 cm]
Épilogue, aquarelle, [30 × 40 cm]
Éclosion I, aquarelle, [30 × 30 cm]
Éclosion II, aquarelle, [30 × 30 cm]
Pierres confidentes, aquarelle, [30 × 30 cm]
Symphonie, aquarelle, [40 × 50 cm]
Pierres apprivoisées, aquarelle, [40 × 50 cm]
Itinéraire, aquarelle, [40 × 30 cm]
Chuchotement des fougères, aquarelle,  42 × 42 cm
L'Enclos des cigales, aquarelle,  36 × 46 cm
Couronne pour El Hallaj, aquarelle, [65 × 65 cm]
Trame pour un song, aquarelle, 21 × 30 cm
Rendez-vous des vanneaux, aquarelle, 47 × 29 cm
Dahra à l'armoise, aquarelle,  [18 × 38 cm]
La Nacre et le sel, aquarelle, [60 × 70 cm]
Palimpseste, aquarelle, [65 × 65 cm]
Épilogue des steppes, aquarelle, 28 × 20 cm
Printemps, 30 × 19,5 cm
- 1987

Sur l'erg, aquarelle, 24 × 29 cm
Évanescence II, aquarelle, 32 × 15 cm
Matinale II, aquarelle, 34 × 24 cm
- 1988

Rumeur du port, aquarelle,  23 × 38 cm
Atlas II, aquarelle, 44 × 28,5 cm
Michel-Georges Bernard, D'après les pierres, 13 aquarelles de Khadda, 17,5 × 19,5 cm, livre d'artiste, exemplaire unique
- 1989

Le dit des arbres, aquarelle, 29 × 24 cm
Port reflet, aquarelle, 29 × 49 cm
Ravines II, aquarelle, 24 × 13 cm
- 1990

Banlieue-crépuscule, aquarelle, 30 × 54 cm

## Dessins
- 1964 : Jean Sénac, La Rose et l'ortie, Cahiers du Monde Intérieur, Paris (7 ardoises, 4 dessins; 2000 exemplaires numérotés).
- 1965 : Rachid Boudjedra, Pour ne plus rêver, SNED, Alger (6 dessins); réédition, SNED, Alger, 1980.
- 1967 : Kaddour M'Hamsadji, Le Coq du bûcheron, conte, SNED, Alger (couverture et 6 illustrations non signées) [le nom de Khadda ne figure pas dans l'ouvrage].
- 1979 : Michel-Georges Bernard, D'après les pierres, L'Orycte, Sigean (6 dessins; 160 exemplaires numérotés).
- 1980 : Bachir Hadj Ali, Actuelles - partitions pour demain, L'Orycte, Sigean (13 dessins; 160 exemplaires numérotés).
- 1981 : Habib Tengour, La Nacre à l'âme, L'Orycte, Sigean (4 dessins; 160 exemplaires numérotés).
- 1982 : Tahar Djaout, L'Oiseau minéral, L'Orycte, Sour El Ghozlane (15 dessins; 160 exemplaires numérotés).
- 1984 : Michel-Georges Bernard, Sous le signe du matin, L'Orycte, Paris (6 dessins; 160 exemplaires numérotés).
- 1986 : Bachir Hadj Ali, Soleils sonores, Alger (6 dessins, 300 exemplaires).
- 1989 : Jean-Claude Villain, Le Schiste des songes, Éditions Telo Martius, Toulon (2 dessins)
- 1992 : Khadda (8 dessins de Khadda, textes de Merzak Bagtache, Rabah Belamri, Jamel Eddine Bencheikh, Abdelhamid Benhedouga, Michel-Georges Bernard, Rachid Boudjedra, Mohammed Dib, Tahar Djaout, Nabile Farès, Moncef Ghacem, Amin Khan, Djilali Khellas, Abdellatif Laâbi, Jean Pélégri, Habib Tengour, Hamid Tibouchi, Jean-Claude Villain), L'Orycte, Paris.
- 1994 : Michel-Georges Bernard, D'après l'instant, L'Orycte, Paris (7 dessins; 160 exemplaires).

#### Monographie
- Michel-Georges Bernard, Khadda, Alger, ENAG Éditions, 2002, 262 p.

#### Catalogues
- Khadda (textes de M. I. Abdoun, Malek Alloula, Naget Belkaïd, Michel-Georges Bernard,Rachid Boudjedra, Anna Gréki, Bachir Hadj Ali et Jean Sénac), Musée national des beaux-arts d'Alger, 1983.
- Aquarelles de Khadda (textes de Michel-Georges Bernard, Habib Tengour, Mohammed Khadda), Alger, Galerie M'hamed Issiakhem, Office Riadh El-Feth, 1986, 62 p.
- Khadda, collection du Musée national des beaux-arts d'Alger, textes de Malika Bouabdallah, Alger, 1992
- Khadda, 1930-1991 (introduction de B. Epin, textes de M.-G. Bernard, M. Dib et P. Siblot, témoignages de P. Balta, D. Brahimi, R. Fayolle, M. Gadant, F. Madray-Lesigne, F. Liassine, C. et M. Touili, G. Rodis-Lewis), Château de Saint-Ouen ; 1994; Forum culturel du Blanc-Mesnil, 1995.
- Mohammed Khadda, La Paix pour alphabet, textes de Jamel Eddine Bencheikh, Martine Sagaert, Marc Sagaert, Institut Français de Barcelone, 1995 ; Domaine départemental du Château d'Ô, Montpellier, 1996.
- Khadda, Paris, Institut du monde arabe, 1996  (ISBN 2-906062-89-8).
- Khadda, dix ans après (préfaces de Naget Belkaïd-Khadda et Michel-Georges Bernard), Paris, Centre Culturel Algérien, 2001.
- Algérie, Lumières du Sud,(Khadda, Guermaz, Aksouh), Paris, Cahiers de l'ADEIAO no 20, 2002.
- Khadda (texte de Michel-Georges Bernard, Paris,UNESCO, 2003.
- Mohammed Khadda, Le précurseur, Lyon, Fondation Bullukian et galerie Françoise Souchaud, 2008.